# Nick Winter
Anthony William „Nick” Winter (ur. 25 sierpnia 1894 w Brocklesby w Nowej Południowej Walii, zm. 6 maja 1955 w Pagewood w Nowej Południowej Walii) – australijski lekkoatleta, trójskoczek.
Winter był złotym medalistą igrzysk olimpijskich w 1924 w Paryżu. Podczas finałowego konkursu trójskoku ustanowił rekord świata (15,525 m), który przetrwał ponad 7 lat, w 1931 wynik ten pobił Japończyk Mikio Oda. Na następnych igrzyskach olimpijskich w 1928 w Amsterdamie nie wszedł do finału. W 1930 został mistrzem Australii w trójskoku, a w 1932 wicemistrzem.
Z zawodu był strażakiem. Zmarł w swoim domu, w wskutek zatrucia tlenkiem węgla.